# Жимолость Максимовича
Жи́молость Максимо́вича (лат. Lonícera maximowíczii) — кустарник, вид рода Жимолость (Lonicera) семейства Жимолостные (Caprifoliaceae). Растёт на Дальнем Востоке России, в Китае и Корее.
Вид назван в честь Карла Ивановича Максимовича (1827—1891), российского ботаника, академика Императорской Санкт-Петербургской Академии Наук, исследователя флоры Дальнего Востока и Японии.

## Ботаническое описание
Листопадный раскидистый сильно ветвящийся кустарник высотой до 2 метров. Кора старых побегов светло-серая, молодых — зелёная или фиолетовая, без опушения.
Листья эллиптические или продолговато-яйцевидные, 3—7 см длиной, тёмно-зелёные, на коротких черешках, с реснитчатым опушением по краям.
Цветки фиолетово-красные, длиной до 13 мм, расположены парами в пазухах листьев, причём расположены очень интересно — каждая пара спрятана под своим листом. Время цветения — июнь.
Плоды яйцевидные, ярко-красные, блестящие, попарно сросшиеся основаниями и расходящиеся наверху наподобие рожек, созревают в конце августа-сентябре.

## Распространение и экология
На Дальнем Востоке встречается в Приморье и Приамурье (вниз по Амуру доходит до его устья, на запад — до Буреи). В горы поднимается до 700—900 м над ур. м. Вид, сходный с жимолостью сахалинской, от которой отличается длиннозаострёнными и ресчитчатыми по краю листьями. Растет в подлеске на опушках хвойных и смешанных лесов, и на склонах и в долинах рек, одиночно и группами. Лучшие местообитания — долины небольших горных ключей на высоте 600—800 м над ур. моря.
Тенелюбивый кустарник. Размножается семенами, черенками, отводками, Хорошо приживается при пересадке.

## Значение и применение
Плоды несъедобные, в другом источнике употребляются в пищу, склёвываются птицами. Декоративна, пригодна для живых изгородей, куртин, подлеска.
Цветки хорошо посещаются пчёлами, берущими нектар и пыльцу. Продуктивность нектара 100 цветками до 13,6 мг сахара. Продуктивность мёда в перерасчёте на сплошное произрастание составила 50 кг/га.
Хорошо выдерживает климат Тулы.